# Мэннинг-Сандерс, Рут
Рут Мэннинг-Сандерс (англ. Ruth Manning-Sanders; 1886—1988) — английская поэтесса и писатель, известная своей серией детских книг, для которых она собирала и пересказывала сказки со всего мира. За свою жизнь опубликовала более 90 книг.

## Биография
Родилась 21 августа 1886 года в Суонси, Англия, и была младшей из трех дочерей Джона Мэннинга, английского унитарного священника. Когда девочке было три года, семья переехала в Чешир.
Уже в детстве Рут читала книги, писала и ставила пьесы со своими старшими сёстрами. Часто лето они проводили на ферме в Шотландском нагорье под названием «Shian».
После окончания школы изучал английскую литературу и шекспироведение в Манчестерском университете. Вернувшись из поездки в Италию, чтобы оправиться от болезни, вынудившей её оставить университет, она отправилась в Девон, где познакомилась с английским художником Джорджем Сандерсом. Они поженились в 1911 году, и оба изменили свои фамилии на двойную — Мэннинг-Сандерс. Рут провела бо́льшую часть своей ранней супружеской жизни, путешествуя по Великобритании в запряженном лошадьми фургоне, работая в цирке, о чём она писала в своих мемуарах. В конце концов семья осела в коттедже в рыбацкой деревушке Лендс-Энд, графство Корнуолл. У них родилось двое детей, одна из них — дочка Джоан Мэннинг-Сандерс (1913—2002), прославилась как юная художница в 1920-х годах, став впоследствии известной художницей. Муж Рут погиб в результате несчастного случая в 1953 году. Рут Мэннинг-Сандерс больше никогда не выходила замуж, вкладывая огромное количество энергии в сочинение сказок в период с 1958 года до своей смерти в 1988 году.
Мэннинг-Сандерс опубликовал десятки сборников сказок, в основном в 1960—1970-х годах. До Второй мировой войны она опубликовала несколько своих поэтических сборников в издательстве Hogarth Press. Её роман The Golden Ball. A Novel of the Circus (1954) включает параллели с жизнью Леона Лароша (Leon LaRoche), знаменитого артиста, выступавшего с цирком Barnum & Bailey Circus с 1895 по 1902 год.
Умерла 12 октября 1988 года в городе Пензанс.

## Работы для детей
22 опубликованных антологии или сборника, проиллюстрированные Робином Жаком:
| - A Book of Giants, 1962 - A Book of Dwarfs, 1963 - A Book of Dragons, 1964 - A Book of Witches, 1965 - A Book of Wizards, 1966 - A Book of Mermaids, 1967 - A Book of Ghosts and Goblins, 1968 - A Book of Princes and Princesses, 1969 - A Book of Devils and Demons, 1970 - A Book of Charms and Changelings, 1971 - A Book of Ogres and Trolls, 1972 | - A Book of Sorcerers and Spells, 1973 - A Book of Magic Animals, 1974 - A Book of Monsters, 1975 - A Book of Enchantments and Curses, 1976 - A Book of Kings and Queens, 1977 - A Book of Marvels and Magic, 1978 - A Book of Spooks and Spectres, 1979 - A Book of Cats and Creatures, 1981 - A Book of Heroes and Heroines, 1982 - A Book of Magic Adventures, 1983 - A Book of Magic Horses, 1984 |